# 渡辺修一 (競馬)
渡辺 修一（わたなべ しゅういち、1949年9月28日 - ）は、山形県上山市出身の元騎手（中央→上山）・元調教師（上山）。

## 来歴
上山競馬場の裏に実家があり、当時は競馬場には馬房が無く、民間の軒先を貸りて代用していたため、渡辺家でも競走馬を預かっていた。子供の頃から馬に接する機会はあったほか、東京・佐藤林次郎調教師と父が知り合いという競馬に縁のある環境でもあった。
馬事公苑に入学したての頃は勝負服や靴を着けても35kg程度で軽すぎると言われたが、その内に体重が増えてしまい、後には減量では随分と苦労をした。
1968年3月に東京・八木沢勝美厩舎からデビューし、同2日の中山第4競走4歳未勝利・キングオールトン（10頭中9着）で初騎乗を果たすと、20日の中山第12競走5歳以上160万下未勝利・メジロフブキで初勝利を挙げる。6月2日の中山第6競走5歳以上オープンではメジロタイヨウでモンタサンの2着に入り、1年目の同年は3勝に終わる。
2年目の1969年には8月30日の札幌で初の特別勝ちを含む初の1日2勝を挙げ、東京障害特別（秋）では永田雅一の所有馬ニューガバナーで3着に入った。
1971年には5月29日の東京第6競走4歳オープンで二分久男厩舎の関西馬シンテツオーに騎乗し、シンザン記念を勝ったシンザン産駒フイドール、京成杯→東京4歳S連勝で皐月賞は1番人気であったヤシマライデンにオンワードガイを抑えて勝利し、枠連33160円の波乱を起こす。翌30日の日本経済賞では800万下を勝ち上がったばかりで重賞初挑戦というメジロタンバでマキノホープの2着に入り、初の2桁勝利となる10勝をマーク。
1973年の牝馬東京タイムズ杯では後にミスターシクレノン・ミスタートウジン兄弟の母となるナオユキにメジロタンバと同様に横山富雄からの乗り替わりで騎乗し、2着に入った。
1975年の中山大障害（秋）ではエリモイーグルにメジロナゴヤに騎乗する山田展裕の代打で乗ったが、4連覇を果たしたグランドマーチスの影を踏めなかったほか、グランドマーチスに貫禄の差を見せつけられて5馬身差2着に完敗したバローネターフ、3着メジロナゴヤからも7馬身差付けられ、2頭競走中止で実質最下位の4着に終わった。
5ヶ月経って1976年の中山大障害（春）では明け8歳で66kgのグランドマーチスに1秒差を付けて5連覇を阻止し、バローネターフにも計12馬身差付けたが、同馬にとって唯一の重賞勝利、渡辺にとっては中央時代唯一の重賞勝利となった。
1976年は5年ぶりの2桁となる11勝をマークしたが、中央時代最後の2桁勝利で最高成績となった。
1978年12月16日の中山第4競走障害4歳以上未勝利・フイルオーギが中央時代最後の勝利、1979年2月24日の中山第2競走4歳未勝利・テンミリオン（16頭中3着）が中央時代最後の騎乗となった。
1980年には地元の上山に移籍し、4月12日の第3競走・イシカリオーザ（8頭中5着）で初騎乗を果たすと、翌13日の第3競走・タガミオオヤマで初勝利を挙げる。
1日3勝を記録した1998年11月10日の第8競走B1・カミノイムラッドが最後の勝利となり、12月1日の第10競走B3ロ・イシノライナー（10頭中8着）を最後に現役を引退。
引退後は調教師免許を取得して厩舎を開業し、1999年4月11日の第7競走C2イ・ジャパンプログラム（8頭中5着）で初出走、5月16日の第2競走4才C1・サマールスキャンで初勝利を挙げる。
2002年にはドクタースパート産駒スパートクロスが関本淳とのコンビでラ・フランス賞→山形記念樹氷賞を連勝し、2003年には船橋のかしわ記念に遠征。地元では日本海記念を制し、さくらんぼ記念は9着に終わるもマルカセンリョウ（愛知）・カガヤキローマンには先着。
2003年10月28日の第9競走渡辺彩乃・玲磨・祐実子誕生記念が渡辺にとって最後の勝利となり、最後の日となった11月11日の山形記念樹氷賞は1番人気に支持されて2着に終わり、廃止後の12月9日に宇都宮のとちぎマロニエカップ（12頭中8着）に出走させて引退。

## 騎手成績

### 中央時代
| 通算成績 | 1着 | 2着 | 3着 | 4着以下 | 出走回数 | 勝率 | 連対率 |
| -------- | --- | --- | --- | ------- | -------- | ---- | ------ |
| 計       | 66  | 67  | 72  | 398     | 603      | .109 | .250   |

主な騎乗馬
- エリモイーグル（1976年中山大障害 (春)）

### 地方時代
| 通算成績 | 1着 | 2着 | 3着 | 4着以下 | 出走回数 | 勝率 | 連対率 |
| -------- | --- | --- | --- | ------- | -------- | ---- | ------ |
| 計       | 258 | 277 | 310 | 2002    | 2847     | .090 | .210   |

主な騎乗馬
- ジヨージアフエロー（1981年さつき賞）
- リツシヨウマロツト（1982年アラブ大賞典蔵王賞）

## 調教師成績
| 通算成績 | 1着 | 2着 | 3着 | 4着以下 | 出走回数 | 勝率 | 連対率 |
| -------- | --- | --- | --- | ------- | -------- | ---- | ------ |
| 計       | 88  | 68  | 56  | 557     | 769      | .114 | .218   |

主な管理馬
- スパートクロス（2002年ラ・フランス賞、山形記念樹氷賞、2003年日本海記念）